# Sandrad
Sandrad (* vor 972; † 24. August 985 oder 986) war Benediktiner und Abt der Klöster Gladbach (heute Mönchengladbach), Ellwangen und Weißenburg im Elsass (franz. Wissembourg).

## Leben und Wirken
Sandrad war ein Schüler des Kölner Erzbischofs Brun und Angehöriger des Konvents von St. Maximin in Trier, wo er das Amt des Cellerars innehatte. St. Maximin gehörte der Gorzer Reformbewegung an. Zuvor hatte er schon in zahlreichen Klöstern als Reformator gewirkt. Sandrad war eine bedeutende religiöse Gestalt seiner Zeit.
Sandrad hatte enge Beziehungen zum Hof Kaiser Otto des Großen und war Beichtvater dessen zweiter Gemahlin Adelheid von Burgund.
972 schickte ihn Otto nach St. Gallen, um die dortige Fürstabtei zu visitieren und die Klosterregeln zu festigen. Mit wenig Erfolg und mit Widerständen des Konvents reiste Sandrad jedoch nach wenigen Wochen wieder ab.
974 gründete Sandrad gemeinsam mit dem Erzbischof Gero von Köln die Abtei St. Vitus Gladbach, deren erster Abt er wurde. Auf Betreiben des Kölner Erzbischofs Warin (976–985) wurde er aus Gladbach vertrieben – als Folge kirchenpolitischer Auseinandersetzungen mit dem für die Abtei in geistlichen Angelegenheiten zuständigen Bistum Lüttich. 981 wechselte Sandrad auf Vermittlung Adelheids nach Weißenburg und wurde dort Abt, nachdem der Amtsvorgänger am 20. Juni des gleichen Jahres gestorben war.
Bereits seit etwa 979 war Sandrad als Abt im Kloster Ellwangen tätig. Vermutlich hängt der Patroziniumswechsel des Ellwanger Klosters von den Heiligen Sulpicius und Servilianus zum hl. Vitus mit seiner dortigen Tätigkeit zusammen. Sandrad brachte aus Gladbach eine Armreliquie des heiligen Vitus nach Ellwangen.
Einige Jahre später kehrte Sandrad nach Gladbach zurück. Vielleicht steht dieser Schritt mit dem 985 erfolgten Überfall auf die Abtei Weißenburg durch Herzog Otto von Worms in Zusammenhang.
Der Name Sandrad steht in Verbindung mit Aufzeichnungen klösterlicher Ordensregeln (monastische Consuetudines).
Sandrad starb in Gladbach am 24. August 985 oder 986. Sein Grab wird im Mönchengladbacher Münster vermutet.